# Santiago Oleaga
Santiago Oleaga Elejabarrieta (Durango, 1947 - San Sebastián, 2001) fue un empresario español, asesinado por la organización terrorista ETA el 24 de mayo de 2001 cuando desempeñaba el cargo de director financiero de El Diario Vasco.

## Biografía
Nacido en la localidad vizcaína de Durango el 17 de abril de 1947, Santiago Oleaga había estudiado Ciencias Empresariales en la Universidad de Deusto. Se incorporó en 1979 a El Diario Vasco, con el cargo de Jefe de Administración. Tenía dos hijos y no llevaba escolta. Gran aficionado al juego de Pelota vasca, en 2001 se produjo jugando una lesión en un hombro, por lo que acudía todos los días a rehabilitación al Hospital Matía de San Sebastián.

### Asesinato
El 24 de mayo, a las 8:30 de la mañana, cuando se bajaba de su vehículo -un Saab 9000- en el aparcamiento del hospital para su sesión diaria de rehabilitación, dos miembros de ETA le dispararon siete tiros a bocajarro. Recibió tres impactos en la cabeza, tres en la espalda y uno en el cuello, por lo que su fallecimiento fue instantáneo. Posteriormente, sus asesinos huyeron en un Renault Clio que había sido previamente robado, y que explosionaron más tarde para no dejar pistas. Varios miembros del hospital llegaron inmediatamente al lugar de los hechos, pero lo único que pudieron hacer fue certificar su defunción. El crimen había sido cometido con dos armas distintas, una de las cuales realizó cuatro disparos y la otra tres.
Fue incinerado en San Sebastián el 25 de mayo. Se llevaron a cabo diversas concentraciones y manifestaciones de repulsa por el atentado. Los medios políticos y periodísticos de todo el país condenaron el asesinato, que correspondía a una campaña de la organización terrorista de intimidación y atentados contra diversos medios de comunicación.